# Aisha Musa Ahmad
Aisha Musa Ahmad (tiếng Ả Rập: عائشة موسى أحمد, đã Latinh hoá: ʾAyša Mūsā Aḥmad; 1905 – 24 tháng 2 năm 1974), được biết đến với tên Aisha al-Falatiya (tiếng Ả Rập: عائشة الفلاتية), là một ca sĩ người Sudan. Sự nghiệp ban đầu của bà bị cản trở bởi định kiến đối với các nghệ sĩ nữ, nhưng vào năm 1942, bà đã trở thành người phụ nữ đầu tiên hát trên đài phát thanh Sudan. Sự nghiệp của Aisha tiếp tục vào những năm 1960 và bà đã thu âm tổng cộng hơn 150 bài hát, đạt được sự phổ biến ở cả Sudan và Ai Cập.

## Thời thơ ấu
Aisha sinh ra ở Kassala, gần biên giới ngày nay với Eritrea. Cả cha mẹ bà đều là người nhập cư đến Sudan từ Sokoto, Nigeria, ban đầu đi qua khu vực này với tư cách là khách hành hương và sau đó quyết định định cư ở đó. Mẹ của bà, Hujra là người Hausa, trong khi cha bà, Musa Ahmad Yahiyya, là một  faqīh  (học giả tôn giáo) của Fulani. Aisha là con cả trong số bảy đứa trẻ được học tại khalwa (trường tôn giáo) của cha bà ở Omdurman, nơi bà học được ghi nhớ và đọc Kinh Qur'an. Kỹ năng ca hát sau này của bà đã được bà dùng cho các bài học về đọc thuộc lòng.

## Sự nghiệp ca hát và cuộc sống sau này
Aisha bắt đầu sự nghiệp ca hát chuyên nghiệp ở tuổi 14, và sớm đạt được một mức độ nổi tiếng với vai trò là ca sĩ đám cưới. Cha bà không đồng ý với các hoạt động của bà, vì nữ ca sĩ bị kỳ thị trong xã hội Sudan vào thời điểm đó. Ông đã cố gắng kết thúc sự nghiệp của bà bằng cách sắp xếp cuộc hôn nhân cho bà, nhưng sau đó bà đã ly dị chồng và tiếp tục làm ca sĩ. Sự nghiệp của Aisha chỉ tiến triển vào cuối những năm 1930, khi bà được phát hiện bởi một đại diện của một công ty thu âm Ai Cập. Bà đã thu âm một số bài hát cho công ty ở Cairo và âm nhạc của bà sau đó trở nên phổ biến ở các quán cà phê Sudan. Các bản thu âm của bà được thực hiện dưới tên "Aisha al-Falatiya", ám chỉ tổ tiên Fulani của bà.
Trong Thế chiến II, Aisha giữ vai trò là một nghệ sĩ giải trí đoàn quân, hát cho những người lính Sudan hoạt động trong Đông Phi và Chiến dịch Bắc Phi. Năm 1942, bà trở thành nữ ca sĩ người Sudan đầu tiên biểu diễn trên đài phát thanh, hát tuyển chọn các bài hát của mình cho Omdurman Radio (do người Anh thành lập năm trước). Bà đã biểu diễn cùng với chị gái của mình, Jidawwiya, người chơi oud và có dàn nhạc của riêng mình. Phần trình diễn của chị em được các thính giả của đài đón nhận, nhưng bị các nhà bình luận bảo thủ lên án, và một số nam ca sĩ sau đó đã tẩy chay đài này để phản đối. Tại một thời điểm, sự thù địch lâu dài mà bà phải đối mặt (cả do giới tính và dân tộc của bà) đã khiến bà phải suy nghĩ về việc chuyển đến Nigeria.
Sự nổi tiếng liên tục của Aisha cuối cùng đã hợp pháp hóa sự hiện diện của phụ nữ trên đài phát thanh công cộng, và trong những năm cuối đời, bà thậm chí còn biểu diễn song ca với nam ca sĩ. Tổng cộng, bà đã thu âm hơn 150 bài hát trong suốt sự nghiệp của mình, chủ yếu cho Omdurman Radio, và vẫn hoạt động vào những năm 1960. Bà được biết đến nhiều nhất với các bài hát tình yêu của cô (được gọi là các bài hát tom-tom, và thường được viết bởi các nhà thơ nam), nhưng một số bài hát của bà có tính chất chính trị, và bà được biết đến như một người ủng hộ quyền của phụ nữ, quyền của người lao động, chống chủ nghĩa thực dân và độc lập của Sudan. AAisha sống ở Omdurman cho đến khi bà qua đời năm 1974, nhưng cũng là khách thường xuyên đến Ai Cập.
Bà đã kết hôn hai lần trong đời. Bà đã ly hôn với người chồng đầu tiên, Ibrahim Adbarawi, sau hai năm không có con. Sau đó, bà kết hôn với Jiddu Kabli, là cha của tất cả các con bà.